# جبال الينابيع
جبال الربيع هي سلسلة جبال جنوب نيفادا في الولايات المتحدة، وتمتد بشكل عام شمال غرب جنوب شرق على طول الجانب الغربي من لاس فيغاس وجنوبًا إلى الحدود مع كاليفورنيا. معظم الأراضي في الجبال مملوكة لخدمة الغابات في الولايات المتحدة ومكتب إدارة الأراضي وتدار كمنطقة ترفيهية وطنية لجبال الينابيع داخل غابة هومبولت-توياب الوطنية ومنطقة ريد روك كانيون الوطنية لحفظ الحياة البرية.

## الجغرافيا
تمت تسمية مجموعة جبال الينابيع باسم عدد الينابيع التي يمكن العثور عليها، والعديد منها في خبايا منطقة محمية ريد روك كانيون الوطنية، والتي تقع على الجانب الشرقي من الجبال.
تقسم جبال الينابيع وادي باهروم وأحواض نهر أمارجوسا من مستجمعات المياه في وادي لاس فيغاس، والتي تصب في مستجمعات مياه نهر كولورادو، عن طريق لاس فيغاس واش إلى بحيرة ميد، وبالتالي تحدد الجبال جزءًا من حدود الحوض العظيم. يستمر تقسيم الحوض العظيم (أحد حدود منطقة الحوض الكبير) شمالًا عبر منطقة ممر الينابيع الهندية، ثم يتجه شرقاً عند سلاسل الجبال المحيطة شمال لاس فيغاس.

### جبل تشارلستون

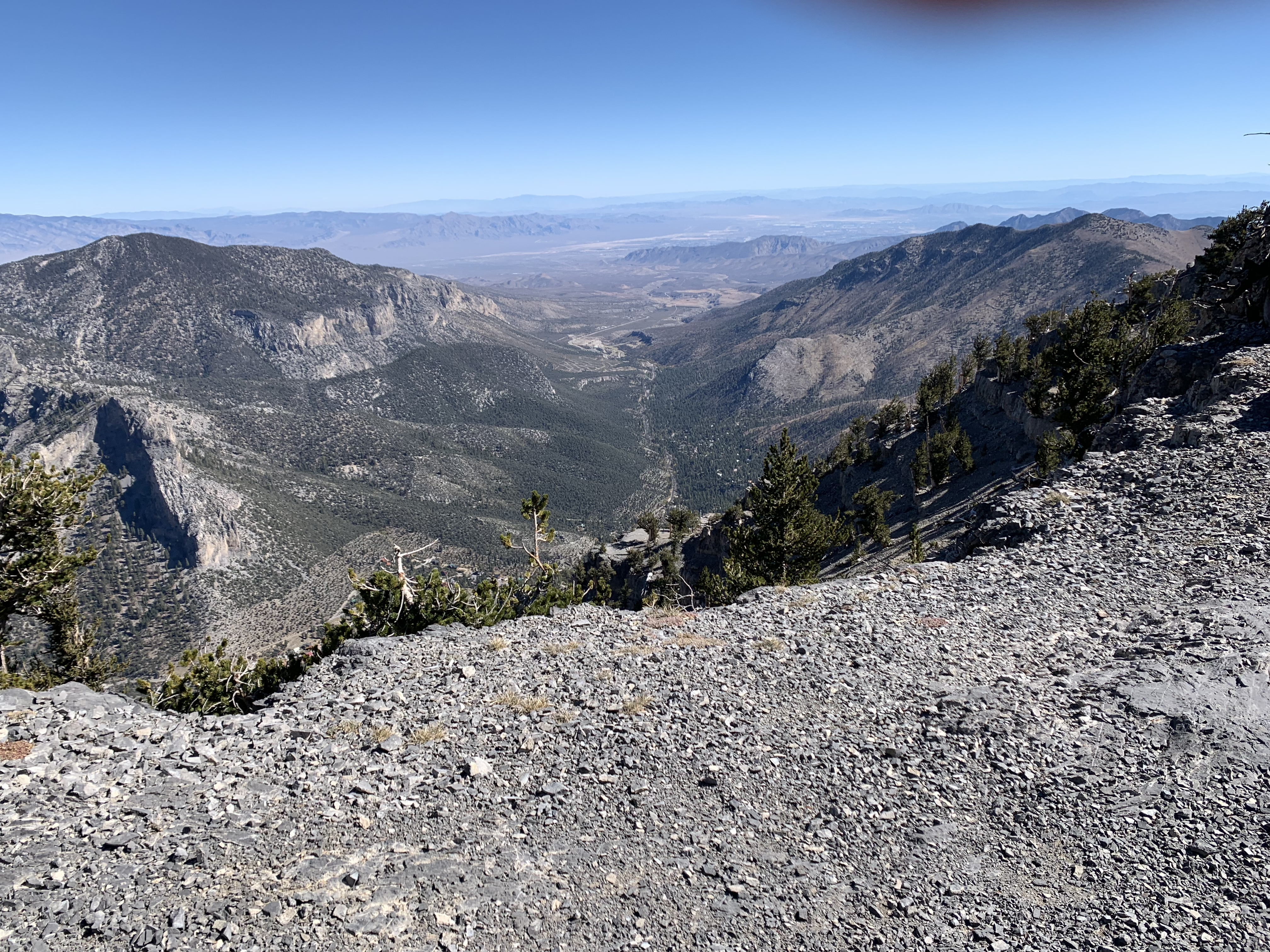
منظر لجبل تشارلستون (قرية) في كايل كانيون.

تقع أعلى نقطة هي جبل تشارلستون (رسميا قمة تشارلستون)، عند 11,918 قدم (3,633 م). المنطقة المحيطة بجبل تشارلستون هي محمية في جبل تشارلستون للحياة البرية. المدينة الرئيسية في المنطقة تسمي أيضًا جبل تشارلستون (نيفادا)، التي تقع في كايل كانيون. المنطقة عادة تترواح من 30-40 °F أكثر برودة من الوديان الدنيا المحيطه، وهي ملاذ شعبي لسكان لاس فيغاس وزوارها. يقع Lee Canyon (منتجع التزلج والتزحلق على الجليد) في Lee Canyon على طريق الولاية السريع 156.

### قمم أخرى
بالإضافة إلى جبل تشارلستون، تشمل القمم الرئيسية الأخرى في مجموعة جبال الينابيعقمة بونانزا، قمة ماكفرلاند، جبل المومياء، قمة جريفيث، جسر الجبل، جبل ويلسون وجبل بوتوسي.

## التنوع البيولوجي
جبال الربيع هي نظام بيئي لجزيرة السماء. بمساحة حوالي 860 ميل مربع (2,200 كـم2)، ونطاق رأسي يبلغ حوالي 2 ميل (3.2 كـم)، تشمل الجبال مجموعة متنوعة من المواطن البيئية، وربما يكون التنوع البيولوجي أكبر من أي مكان آخر في نيفادا؛ 37 نوعًا من الأشجار معروفة (أكثر من أي مجموعة أخرى في نيفادان)، وتم الإبلاغ عن 600 نوع من النباتات الوعائية من منطقة محمية ريد روك كانيون الوطنية وحدها.
تعتبر قواعد الجبال جزءًا من منطقة Mojave التي تهيمن عليها شجيرة الكريوسوت والغطاء الأبيض، ثم ترتفع إلى منطقة فرك البلاكبوش، تليها منطقة pygmy conife مع العرعر، الصنوبر بينيون، الماهوجني الجبلي، وتعلوها منطقة montane مع أنواع كثيرة من الصنوبريات حول جبل تشارلستون والتلال المتصلة بها.
السنجاب بالمر مستوطن في جبال الينابيع. 

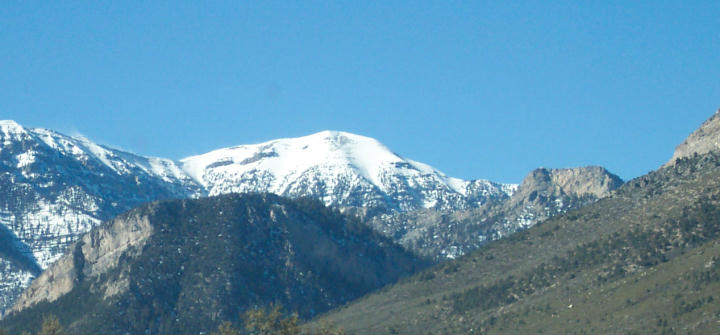
جبل تشارلستون في جبال الينابيع ، نيفادا
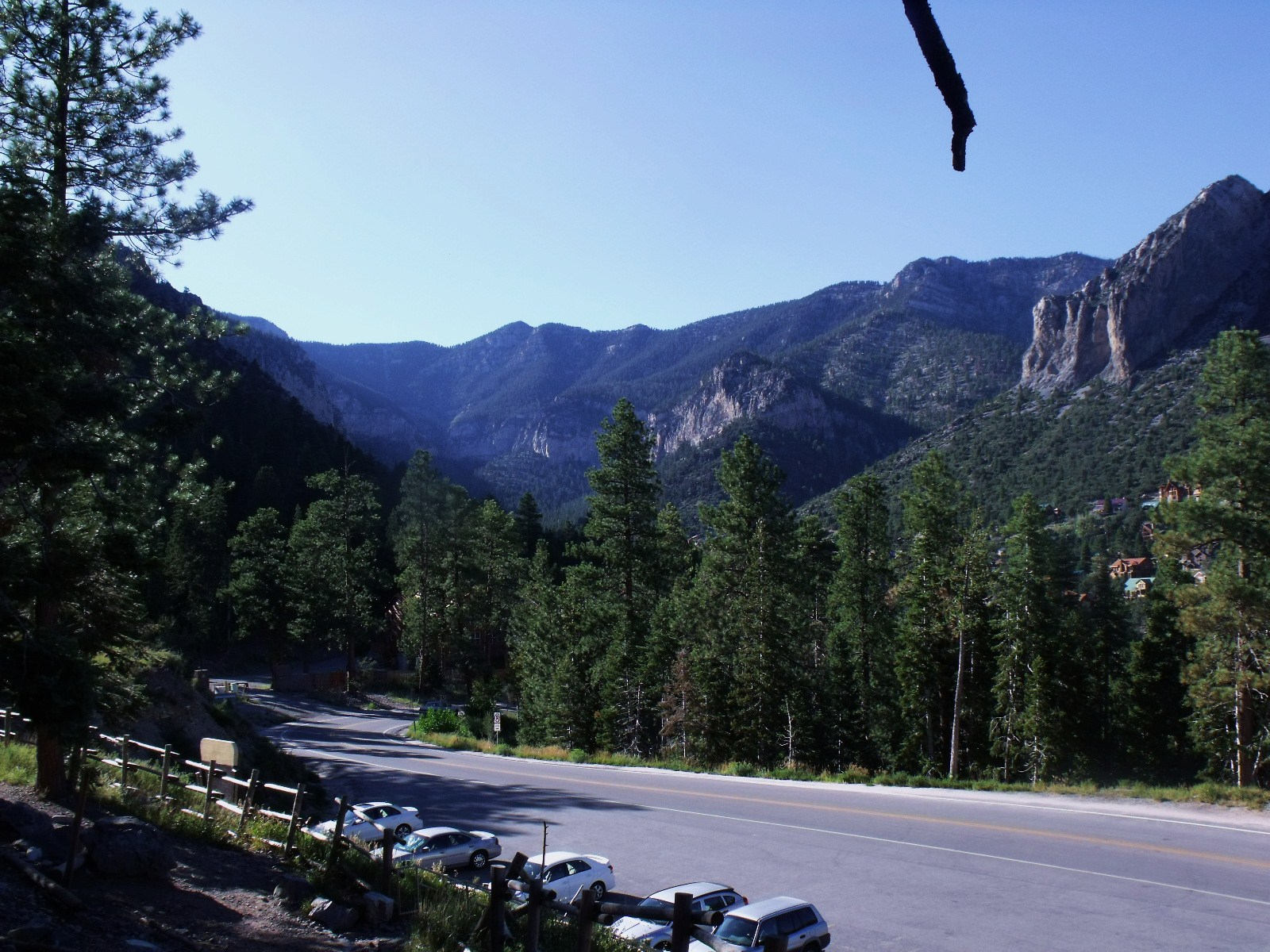
المنحدرات الباردة والغابات من كايل كانيون العلوي
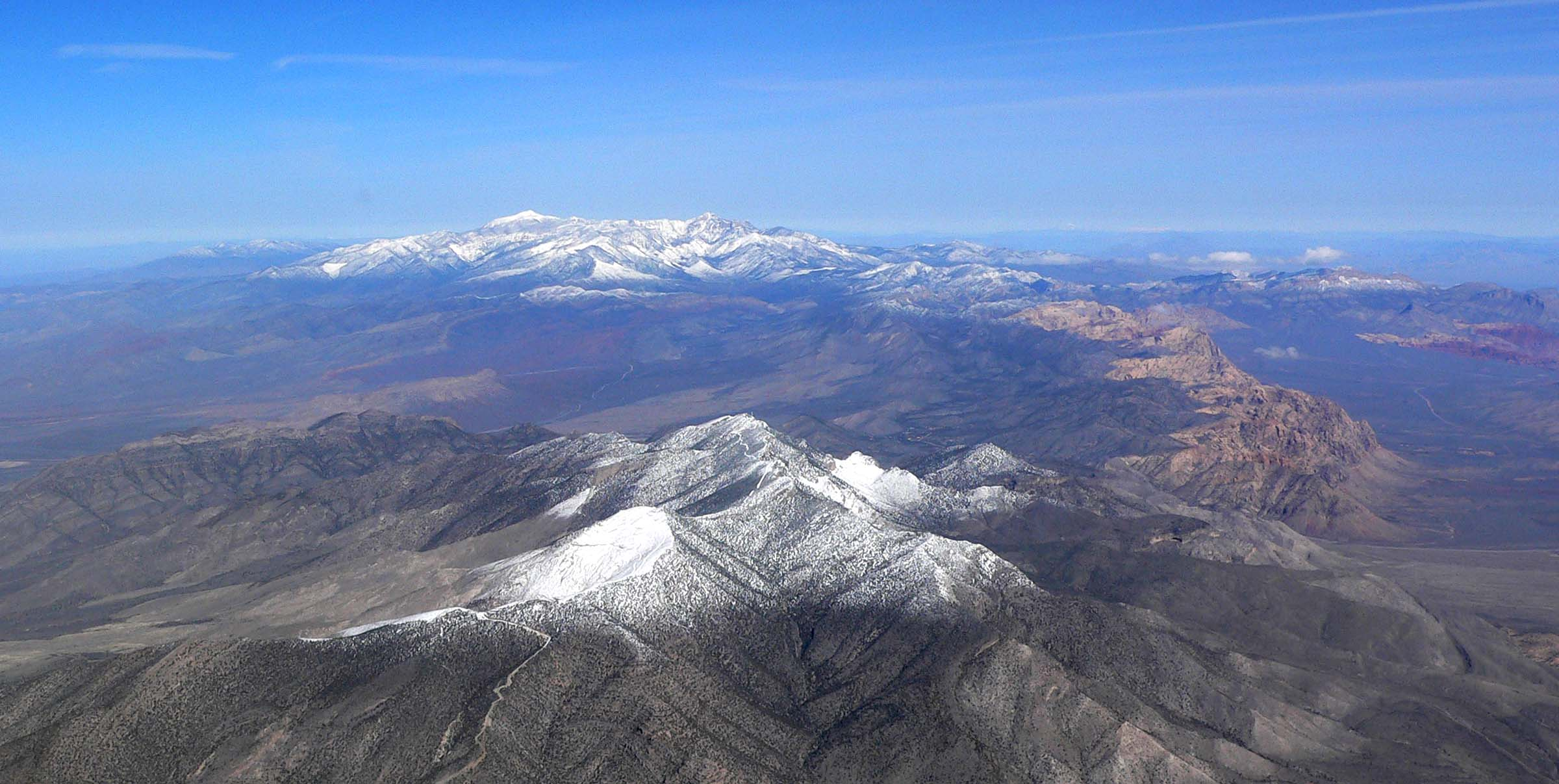
يُنظر إلى الشعاب المرجانية من الحجر الرملي في ريد روك على أنها تجسر الأجزاء الشمالية والجنوبية من جبال الينابيع ، في هذا المنظر الجوي من الجنوب
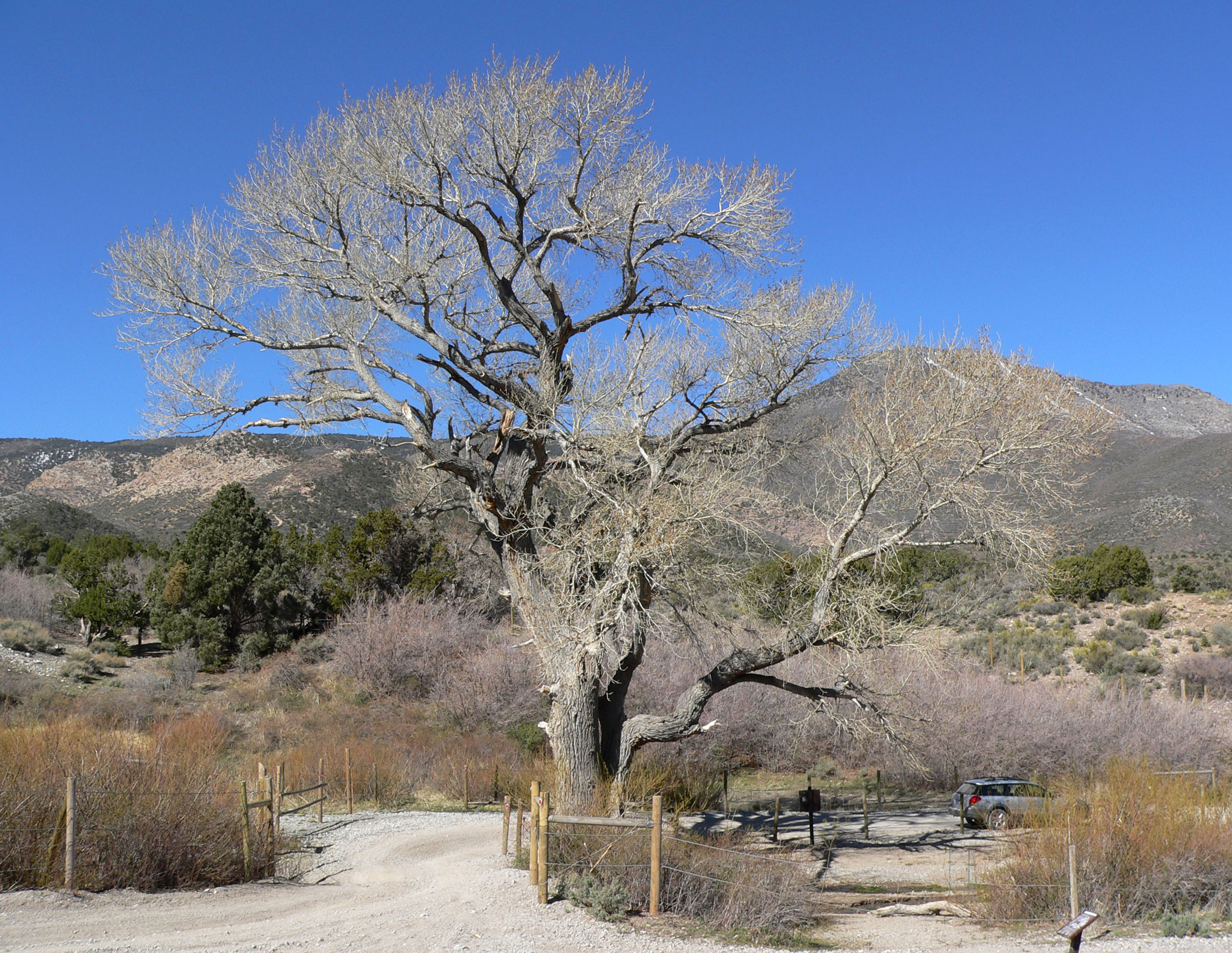
شجرة حور فريمونتي في جبال الينابيع

## روابط خارجية
- صفحة وزارة الزراعة سبرينغ ماونتن
- نظرة عامة على جبال الينابيع
- قمم جبال الينابيع: الصور ، الارتفاعات ، الأميال ، وإحداثيات GPS